# Коровин, Пётр Иванович
Пётр Иванович Коровин (15 [27] февраля 1857, Москва — 1919, Пенза) — русский художник-живописец, график, иллюстратор, преподаватель Пензенского художественного училища.

## Биография
Родился 15 февраля 1857 года в Москве в богатой купеческой семье.
Окончил Московское коммерческое училище. В 1877 году с разрешения отца поступил в Московское училище живописи, ваяния и зодчества, где проходил обучение под руководством В. Г. Перова, А. К. Саврасова и И. М. Прянишникова. За время учёбы был награждён двумя серебряными медалями: первый раз в 1879 году за этюд маслом и рисунок с натуры; второй в 1883 году — за картину «Полесовщик». В 1883 году, в связи с окончанием учёбы, отец отказал Петру в материальной поддержке, считая, что тот может сам зарабатывать на жизнь. Был участником Московского общества любителей художеств (МОЛХ).
В 1899 году переехал с семьёй в Пензу в качестве преподавателя художественного училища, куда его пригласил К. А. Савицкий.
Скончался в 1919 году в Пензе. Похоронен на местном кладбище.
|  |  |